# سالمون (أيداهو)
سالمون (بالإنجليزية: Salmon)‏ هي مدينة أمريكية تقع في ولاية أيداهو. تبلغ مساحة هذه المدينة 4.6 (كم²)،ويبلغ عدد سكانها 3112 نسمة حسب إحصاء سنة 2010 م 3112.تشير إحصاءات سنة 2000م بأن الكثافة السكانية في هذه المدينة تقدر بـ(700.1) نسمة/كم2

## التركيبة السكانية
قام مكتب تعداد الولايات المتحدة بتحديد بيانات التركيبة السكانية لسالمون في تعداد الولايات المتحدة. في ما يلي، التركيبة السكانية حسب تعدادي 2000 و2010.

### تعداد عام 2000
بلغ عدد سكان سالمون 3,122 نسمة بحسب تعداد عام 2000، وبلغ عدد الأسر 1,369 أسرة وعدد العائلات 829 عائلة مقيمة في المدينة. في حين سجلت الكثافة السكانية 1,813.2 نسمة لكل ميل مربع (700.1/كم2). وبلغ عدد الوحدات السكنية 1,576 وحدة بمتوسط كثافة قدره 915.3 نسمة لكل ميل مربع (353.4/كم2).
وتوزع التركيب العرقي للمدينة بنسبة 96.76% من البيض و0.54% من الأمريكيين الأصليين و0.29% من الأمريكيين ذوي الأصول الآسيوية و0.19% من الأمريكيين الأفارقة و1.60% من عرقين مختلطين أو أكثر.
بلغ عدد الأسر 1,369 أسرة كانت نسبة 28.6% منها لديها أطفال تحت سن الثامنة عشر تعيش معهم، وبلغت نسبة الأزواج القاطنين مع بعضهم البعض 46.2% من أصل المجموع الكلي للأسر، ونسبة 11.0% من الأسر كان لديها معيلات من الإناث دون وجود شريك، وكانت نسبة 39.4% من غير العائلات. تألفت نسبة 34.6% من أصل جميع الأسر من أفراد ونسبة 16.5% كانوا يعيش معهم شخص وحيد يبلغ من العمر 65 عاماً فما فوق. وبلغ متوسط حجم الأسرة المعيشية 2.93، أما متوسط حجم العائلات فبلغ 2.26.
بلغ العمر الوسطي للسكان 40 عاماً. وكانت نسبة 26.4% من القاطنين تحت سن الثامنة عشر، وكانت نسبة 6.8% بين الثامنة عشر والأربعة وعشرون عاماً، ونسبة 23.9% كانت واقعةً في الفئة العمرية ما بين الخامسة والعشرين حتى الرابعة والأربعين عاماً، ونسبة 25.1% كانت ما بين الخامسة والأربعين حتى الرابعة والستين، ونسبة 17.8% كانت ضمن فئة الخامسة والستين عاماً فما فوق. يوجد لكل 100 أنثى 92.2 ذكر، ويوجد لكل 100 أنثى في الثامنة عشر من عمرها فما فوق 89.1 ذكر.
بلغ متوسط دخل الأسرة في المدينة 26,823 دولار، أما متوسط دخل العائلة فبلغ 34,844 دولار. وكان متوسط دخل الذكور 30,417 دولار مقابل 18,819 دولار للإناث. وسجل دخل الفرد الخاص بالمدينة 15,749 دولار. وكانت نسبة 15.5% من العائلات ونسبة 19.5% من السكان تحت خط الفقر، وكان من هؤلاء نسبة 28.3% تحت سن الثامنة عشر ونسبة 14.3% في الخامسة والستين من العمر وما فوق.

### تعداد عام 2010
بلغ عدد سكان سالمون 3,112 نسمة بحسب تعداد عام 2010، وبلغ عدد الأسر 1,420 أسرة وعدد العائلات 807 عائلة مقيمة في المدينة. في حين سجلت الكثافة السكانية 1,335.6 نسمة لكل ميل مربع (515.7/كم2). وبلغ عدد الوحدات السكنية 1,628 وحدة بمتوسط كثافة قدره 698.7 لكل ميل مربع (269.8/كم2).
وتوزع التركيب العرقي للمدينة بنسبة 96.5% من البيض و0.5% من الأمريكيين الأصليين و0.6% من الأمريكيين ذوي الأصول الآسيوية و0.3% من الأمريكيين الأفارقة و1.6% من عرقين مختلطين أو أكثر.
بلغ عدد الأسر 1,420 أسرة كانت نسبة 25.6% منها لديها أطفال تحت سن الثامنة عشر تعيش معهم، وبلغت نسبة الأزواج القاطنين مع بعضهم البعض 41.4% من أصل المجموع الكلي للأسر، ونسبة 11.3% من الأسر كان لديها معيلات من الإناث دون وجود شريك، بينما كانت نسبة 4.1% من الأسر لديها معيلون من الذكور دون وجود شريكة وكانت نسبة 43.2% من غير العائلات. تألفت نسبة 37.9% من أصل جميع الأسر من أفراد ونسبة 16.3% كانوا يعيش معهم شخص وحيد يبلغ من العمر 65 عاماً فما فوق. وبلغ متوسط حجم الأسرة المعيشية 2.80، أما متوسط حجم العائلات فبلغ 2.14.
بلغ العمر الوسطي للسكان 45.7 عاماً. وكانت نسبة 21.3% من القاطنين تحت سن الثامنة عشر، وكانت نسبة 6.3% بين الثامنة عشر والأربعة وعشرون عاماً، ونسبة 21.6% كانت واقعةً في الفئة العمرية ما بين الخامسة والعشرين حتى الرابعة والأربعين عاماً، ونسبة 30% كانت ما بين الخامسة والأربعين حتى الرابعة والستين، ونسبة 20.9% كانت ضمن فئة الخامسة والستين عاماً فما فوق. وتوزع التركيب الجنسي للسكان بنسبة 49.3% ذكور و50.7% إناث.